# Chips de crevettes
Les chips de crevettes, plus rarement appelés croustilles ou craquelins de crevettes (« crevette » est parfois orthographié au singulier ; en indonésien : krupuk udang) sont une préparation culinaire frite à base d'amidon et de crevettes. Elles sont un en-cas courant dans la cuisine d'Asie du Sud-Est, mais sont plus étroitement associés à l'Indonésie, où elles appartiennent à la catégorie des krupuk, qui peuvent être préparés à partir de différents fruits de mer, fruits, noix et légumes. Elles ont également été adaptées dans les cuisines d'Asie de l'Est, : le kappa ebisen japonais (かっぱえびせん) et le saeukkang coréen (également translittéré de l'indonésien, 크루푹, keurupug), le xiabing (chinois traditionnel : 蝦餅 ; pinyin : xiābĭng) ou xiapian (chinois traditionnel : 蝦片 ; pinyin : xiāpiàn) dans la cuisine chinoise (principalement à Tainan, Taïwan) sont des préparations similaires.

## Histoire
Selon l'historien de l'alimentation Fadly Rahman, les krupuk existent à Java dès le IXe siècle ou Xe siècle. L'inscription de Batu Pura mentionne les krupuk rambak, qui sont des craquelins à base de peau de vache ou de buffle, qui existent encore aujourd'hui sous le nom de krupuk kulit, et sont généralement utilisés dans le plat javanais appelé krechek. De Java, le krupuk s'est répandu dans tout l'archipel, pouvant inclure des ingrédients variés. Les peuples côtiers de Kalimantan et de Sumatera ont ensuite développé le krupuk à base de crevettes et de poisson pour utiliser les restes de produits de la mer.
Selon le chef britannique Will Meyrick, les chips à base de crevettes sont apparus dans la péninsule malaise au XVIe siècle. Des récits populaires indiquent que les restes de têtes de crevettes écrasées d'un festin auraient été utilisés pour les fabriquer. Au XIXe siècle, les keropok (chips) sont mentionnés dans un texte malais qui fait référence à Kuantan, ville de la péninsule malaise. Les chips de crevettes ont commencé à être adoptées hors de l'archipel indonésien et de la péninsule malaise à l'époque des Indes orientales néerlandaises entre le XIXe et le début du XXe siècle. L'idée de manger de la nourriture avec des chips de crevettes aurait été introduite par les colons hollandais aux Pays-Bas.

## Préparation

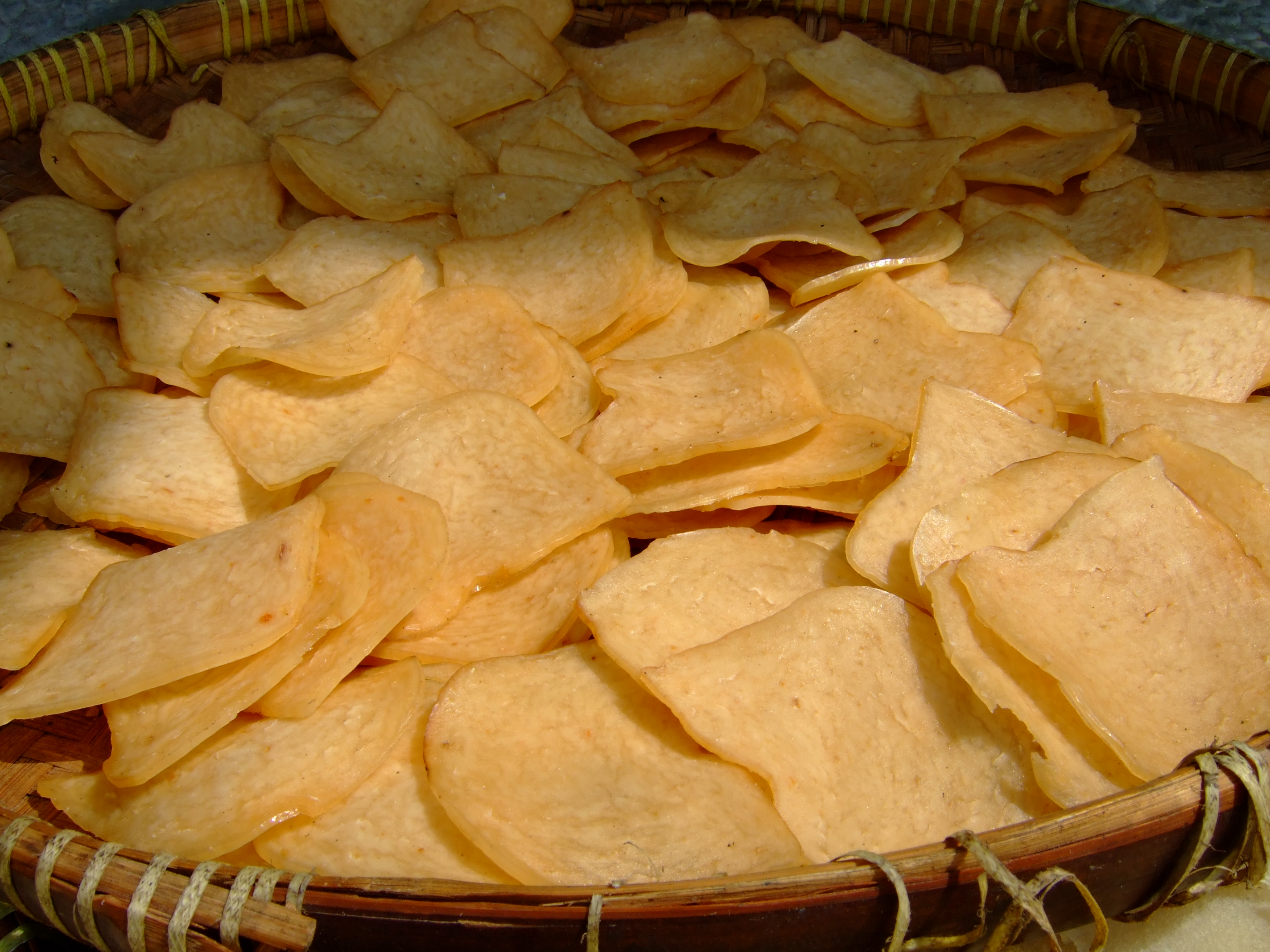
Chips de crevettes crues séchées au soleil avant la friture.

Les chips de crevettes sont fabriquées en mélangeant des crevettes, de la farine de tapioca et de l'eau. Le mélange est roulé, cuit à la vapeur et tranché. Traditionnellement, pour obtenir un maximum de croustillant, les chips crues sont généralement séchées au soleil avant la friture, pour éliminer l'humidité. Une fois sèches, elles sont frites dans l'huile (qui doit être à haute température avant cuisson).
Lors de la friture, en quelques secondes, elles passent de petits disques semi-transparents à une taille bien plus importante avec une consistance croustillante, d'une façon assez similaire à l'expansion du pop-corn, car l'eau liée à l'amidon se dilate lorsqu'elle se transforme en vapeur. La plupart des variétés de chips de crevettes peuvent également être préparées au four à micro-ondes, où elles se dilateront de la même manière que lorsqu'elles sont frites.
Si elles sont laissées à l'air libre plus de quelques heures (selon l'humidité), elles commencent à ramollir, et doivent donc être idéalement consommées rapidement. Elles peuvent être conservées plus longtemps en restant croustillantes dans un environnement à faible humidité ou un récipient hermétique.

## Vente
Des paquets de chips de crevettes non frites peuvent être achetées dans les épiceries d'Asie de l'Est et du Sud-Est.
Aux Pays-Bas, en Belgique, au Surinam, en France, en Australie, en Afrique du Sud, en Afrique de l'Ouest, au Moyen-Orient et au Royaume-Uni, elles sont également largement disponibles dans les supermarchés généralistes.
En Europe et en Australie, elles sont souvent données gratuitement dans les restaurants qui servent de la cuisine d'Asie de l'Est ou du Sud-Est.

## Variantes

### Asie du Sud-Est
La chips de crevettes est appelée krupuk udang en indonésien et n'est qu'une variante des nombreuses sortes de krupuk reconnues dans la cuisine indonésienne.
Des exemples de marques populaires de krupuk udang en Indonésie incluent Finna et la marque Komodo. Pour obtenir un maximum de croquant, la plupart de ces krupuk udang crus préemballés doivent d'abord être séchés au soleil avant d'être frits à la maison. Pour cuire le krupuk, un wok et beaucoup d'huile de cuisson très chaude sont nécessaires. Le krupuk cru est assez petit, dur et de couleur plus foncée que celui cuit. Les villes de pêcheurs de Sidoarjo à Java oriental, ainsi que Cirebon à Java occidental, sont les principaux producteurs de krupuk udang.
Les chips de crevettes sont connues sous le nom de keropok en Malaisie. Elles sont l'un des snacks les plus populaires en Malaisie et sont particulièrement servis chez de nombreuses personnes lors de festivités comme le Nouvel An chinois et Hari Raya.
Les chips de crevettes sont connues sous le nom de kropek (également orthographié kropeck ) aux Philippines, ou par leurs noms anglais de prawn crackers ou fish crackers. Ils sont traditionnellement fabriqués à partir de farine (généralement de la farine de tapioca), de poudre de crevettes ou de poisson, d'épices diverses et d'eau. Contrairement à la Malaisie et à l'Indonésie, le kropek n'est généralement consommé que comme collation ou comme apéritif (pulutan) accompagnant de l'alcool, comme le chicharon. Ils sont généralement trempés dans des sauces épicées à base de vinaigre, notamment du sinamak (un vinaigre épicé local). Le kropek a également été assimilé dans la cuisine chinoise philippine ; il est souvent servi en accompagnement de certains plats chinois philippins,,,,.
Les bánh phồng tôm sont populaires à Sa Đéc, au Sud du Vietnam. Cet en-cas est préparé à partir de crevettes hachées, parfois mélangées avec de la seiche, de la farine de marante, de la farine de tapioca, de l'oignon, de l'ail, du sucre, de la sauce de poisson, du poivre noir concassé et du sel. Traditionnellement, la pâte est cuite à la vapeur, étalée, découpée en copeaux ronds puis séchée. Une autre méthode consiste à former des rouleaux, à les cuire à la vapeur puis à les trancher en fines rondelles avant de les sécher.
Une variante est le bánh phồng nấm aromatisé au nấm hương (shiitaké) ou au nấm rơm (champignon de paille).

### Cuisine chinoise
Dans la cuisine chinoise, les chips aux crevettes peuvent utiliser des colorants alimentaires (y compris des nuances de blanc, de rose pâle, de vert et de bleu) et ont tendance à être plus légères et non épicées. Elles sont courantes dans les supermarchés chinois[Où ?], mais rares dans les restaurants.
Ça n'est pas un plat consommé en Chine sur le continent, où l'on préfère en général les produits frais. On les trouve toutefois dans la cuisine de Tainan (Taïwan).
Les chips de crevettes sont considérés comme un en-cas, mais peuvent accompagner les plats chinois en Europe ou en Australie.

### Pays-Bas

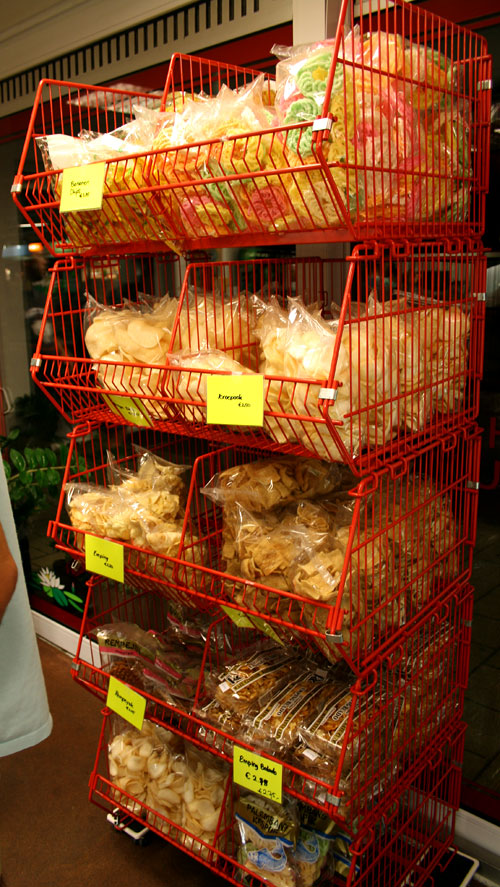
Assortiment de types de kroepoek vendus à Indo Toko à Amsterdam, Pays-Bas

Grâce à leurs liens coloniaux historiques avec l'Indonésie, les Néerlandais consomment un certain nombre de produits alimentaires indonésiens, y compris les chips de crevettes indonésiens. Différents types de krupuk (en néerlandais kroepoek), des chips à base d'amidon et d'arômes, tels que la crevette ou le crabe, sont disponibles dans de nombreux magasins Indische, ou Indo, (néerlandais-indonésien) aux Pays-Bas, appelés localement toko. Des chips de crevettes sont également disponibles dans de nombreux grands supermarchés. Les kroepoek figurent souvent à la carte des restaurants « Indische » (un mot faisant référence aux anciennes Indes orientales néerlandaises, aujourd'hui l'Indonésie ; à ne pas confondre avec le mot néerlandais Indiaas, qui signifie « de l'Inde ») aux Pays-Bas. Il est également servi dans les restaurants chinois en Belgique et aux Pays-Bas.